# Altmann (Alpes bernoises)
Pour les articles homonymes, voir Altmann.
L'Altmann est un sommet des Alpes en Suisse. Il culmine à 3 463 mètres d'altitude dans les Alpes bernoises.

## Situation
L'Altmann se trouve à la frontière entre les cantons de Berne et du Valais. Il est situé sur la ligne de partage des eaux entre la mer du Nord et la mer Méditerranée. Sur son versant nord naît le Finsteraargletscher (qui alimente l'Aar via le glacier de l'Unteraar et l'Oberaarbach). Sur son versant sud, le Studergletscher alimente la Wysswasser (affluent du Rhône). À l'est de l'Altmann on trouve l'Oberaarhorn et à l'ouest le Studerhorn.